# Gruiu, Călărași
Gruiu este un sat ce aparține orașului Budești din județul Călărași, Muntenia, România.
 Acest articol despre o localitate din județul Călărași este deocamdată un ciot. Puteți ajuta Wikipedia prin completarea lui.